# Acacia trichodes
Acacia trichodes é uma espécie de leguminosa do gênero Acacia, pertencente à família Fabaceae.